# Magdalena Markowska
Magdalena Aleksandra Markowska – polska zoolożka, wykładowczyni Uniwersytetu Warszawskiego.

## Życiorys
Magdalena Markowska w latach 1992–1997 studiowała biologię na Uniwersytecie Warszawskim. Pracę magisterską „Wpływ melatoniny na proliferację in vitro komórek limfoidalnych kurcząt” napisała pod kierunkiem Krystyny Skwarło-Sońta. W 2003 pod jej kierunkiem uzyskała stopień doktorski na podstawie dysertacji „Przekaźnictwo sygnału melatoninowego w limfocytach samców Gallus domesticus L.”. W 2019 otrzymała stopień doktor habilitowanej nauk ścisłych i przyrodniczych w dyscyplinie nauk biologicznych.
W 1998 rozpoczęła pracę w Zakładzie Fizjologii Zwierząt Kręgowych Wydziału Biologii UW. W latach 2004–2005 odbyła staż podoktorski na Northwestern University w Chicago w ramach stypendium dla młodych naukowców Fundacji na rzecz Nauki Polskiej. Pełniła bądź pełni szereg funkcji na uczelni, m.in. prodziekan ds. studenckich (w latach 2011–2012 oraz 2020–2024).